# Довгошия черепаха
Довгошия черепаха (Deirochelys reticularia) — єдиний вид черепах роду Довгошиї черепахи підродини Довгошиї черепахи родини Прісноводні черепахи. Має 3 підвиди. Інша назва «куряча черепаха».

## Опис
Загальна довжина коливається від 11 до 26 см. Має невисокий овальний панциром. Поверхня щитків не гладка, а дрібно зморшкувата, з тонкою сітчастою скульптурою. Незвична шия цієї черепахи, майже досягає довжини панцира у витягнутому положенні. Така шия дозволяє їй спритно схоплювати здобич, миттєво викидаючи голову далеко вперед.
Забарвлення карапаксу чорне, коричневе з темними відтінками. Пластрон дещо світліше.

## Спосіб життя
Полюбляє стоячі зарослі водойми, зокрема дрібні ставки й озера, канави, болота. Багато часу проводить на суходолі. Часто здійснює далекі мандрівки по суші і нерідко гине під колесами автомашин при прогулянках через дороги. Харчується рибою, пуголовками, раками, безхребетними, фруктами, а також рослинною їжею. Зимує, зарившись у багнюку.
Самиці відкладають від 2 до 19 яєць. За сезон буває 2 кладки. Інкубаційний період триває від 80 до 90 діб.

## Розповсюдження
Це ендемік США. Мешкає у штатах: Вірджинія, Північна Кароліна, Південна Кароліна, Джорджія, Флорида, Алабама, Міссісіпі, Луїзіана, Техас, Оклахома, Арканзас, Міссурі.

## Підвиди
- Deirochelys reticularia reticularia
- Deirochelys reticularia chrysea
- Deirochelys reticularia miaria